# Экономика Республики Косово
Республика Косово — одна из беднейших стран Европы. Несмотря на постоянный с 1999 года экономический рост и макроэкономическую стабилизацию с момента достижения независимости, экономика Косово по-прежнему существенно зависит от финансовых переводов со стороны албанской диаспоры и донорской помощи других стран. Доход на душу населения по паритету покупательной способности составляет 11900 долларов США.
Несмотря на значительную помощь по развитию, Косово было самым бедным регионом бывшей Югославии. Существовал Фонд развития Косова и Метохии. В течение 1990-х годов плохая экономическая политика, международные санкции, слабый доступ к внешней торговле и финансам и этнические конфликты сильно повредили и без того слабую экономику.

## 1999—2007 год
Евро — основная валюта в Косове, она используется UNMIK и государственными органами. Сербский динар используется в сербской части населения на севере страны.

## 2008 год — настоящее время

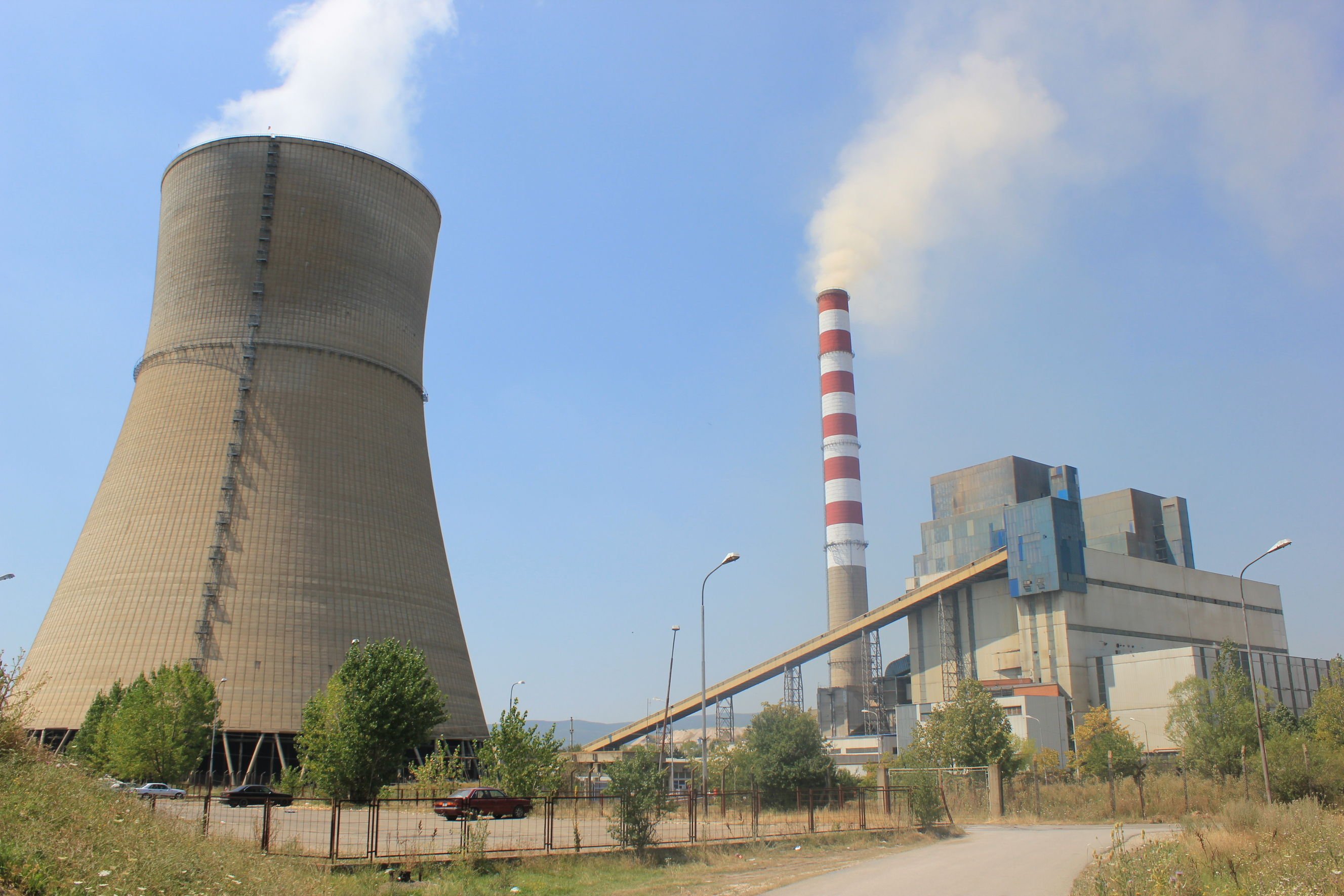
Электростанция в Косове.

В 2009 году средняя заработная плата составляла $ 2,98 за один рабочий час.
Экономику серьёзно ослабил нерешённый международный статус Косова, который затрудняет привлечение инвестиций и кредитов.
С 2002 года Европейская комиссия готовит ежегодный доклад о Косове.
Значительную часть доходов составляют денежные переводы от лиц, проживающих за рубежом (в 2013 году — 633 млн евро).

## Трудовые ресурсы и занятость
Проблемой Косова остается высокая безработица — по официальным данным 30,0 % трудоспособного населения в 2013 году. Правда, уровень безработицы с конца 2000-х годов снижается. В 2005 году безработица в Косове по официальным данным местного агентства статистики составила 39,7 %, в 2010 году — уже 45,4 %.
По официальным данным на 2013 год трудоспособное население составляет 1 191 630 человек, в том числе рабочая сила — 483 193 человека (из них 338 364 человека занятые, остальные безработные). Почти половина занятых сосредоточена в государственном секторе. В 2013 году занятое население распределялось следующим образом: 31,8 % — государственная, общественная служба и армия, 13,3 % — государственные предприятия, 46,7 % — частные предприятия, 4,3 % — семейные предприятия без оплаты труда, 3,9 % — неправительственные, гуманитарные и иные организации.
Самая большая проблема (как и в других еще относительно бедных странах Европы: Украине, Белоруссии и т. д.), увеличивающийся с каждым годом дефицит трудоспособной рабочей сила, и рост количества пенсионеров, в связи с низкой рождаемостью и высокой эмиграцией населения в другие, более богатые, страны мира. Особенно сложная ситуация с растущим демографическим кризисом во многих развивающихся странах Европы и Азии: Косово, Молдавии, Белоруссии, Украине,Китае, Таиланде, и т. д. В этих стран обычный демографический кризис свойственный развитым странам усугубляться, часто ещё большим уменьшением официально работающей доли трудоспособного населения, в связи с обширной неформальной, теневой экономикой, ещё более низкой рождаемостью, ещё большей безработицей, ещё большем ростом пенсионеров в связи с меньшими здоровыми годами активной трудоспособной жизни, что вкупе с активной эмиграции молодого, экономически активного и самого трудоспособного населения в более богатые страны мира, приводит к замедлению экономического роста стран, и как следствия к замедлению роста зарплат и уровня жизни в странах, что в свою очередь замедляет сближение уровня жизни в развивающихся странах к уровню жизни развитых. Богатые развитые страны Европы и Азии, часто решают проблему демографического кризиса, просто увеличивая квоты на ввоз большего числа иностранной рабочей силу, что в свою очередь бедные, экономические не привлекательный, как для квалифицированной, так и не квалифицированной иностранной рабочей силы, развивающиеся страны себе позволить не могут. Как пример, экономика Косова может столкнуться с широко обсуждаемой проблемой, Косово может постареть быстрее, чём её население разбогатеет, что может привести к замедлению роста уровня жизни в Косове и сближения её по зарплатам с другими развитыми и богатыми экономками Азии и Европы: Японией, Республикой Корея, Китайской Республикой, Швейцарией, Германией, Францией, Норвегией, Словенией и т. д. В худшем случае это может привести к экономическому застою, подобному японскому, наблюдаемому в Японии уже два десятилетия. Но с учётом, что Япония является экономически развитой, богатой страной, с высокими зарплатами, а Косово лишь развивающейся.

## Список компаний

### Банки и страховые компании
На начало 2014 года на территории автономии работали 9 коммерческих банков и 13 страховых компаний.
- Raifeisen
- Procredit

### Телекоммуникации
- IPKO
- PTK
- Kujtesa

### Промышленность
- Kosova Steel

## Доходы населения
В 2018 году средний размер оплаты труда в Косово составлял (брутто) €558 и (нетто) €498 в месяц. С 14 апреля 2022 года минимальный размер оплаты труда в Косово составляет €264 (брутто) и €250 (нетто) в месяц. В Косово зарплата меньше €250 (нетто) в месяц не облагается подоходным налогом.